# Coryphospingus
Coryphospingus là một chi chim trong họ Thraupidae.

## Hình ảnh

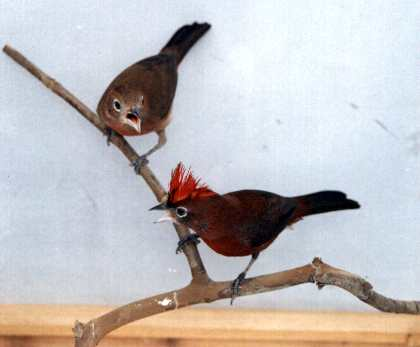
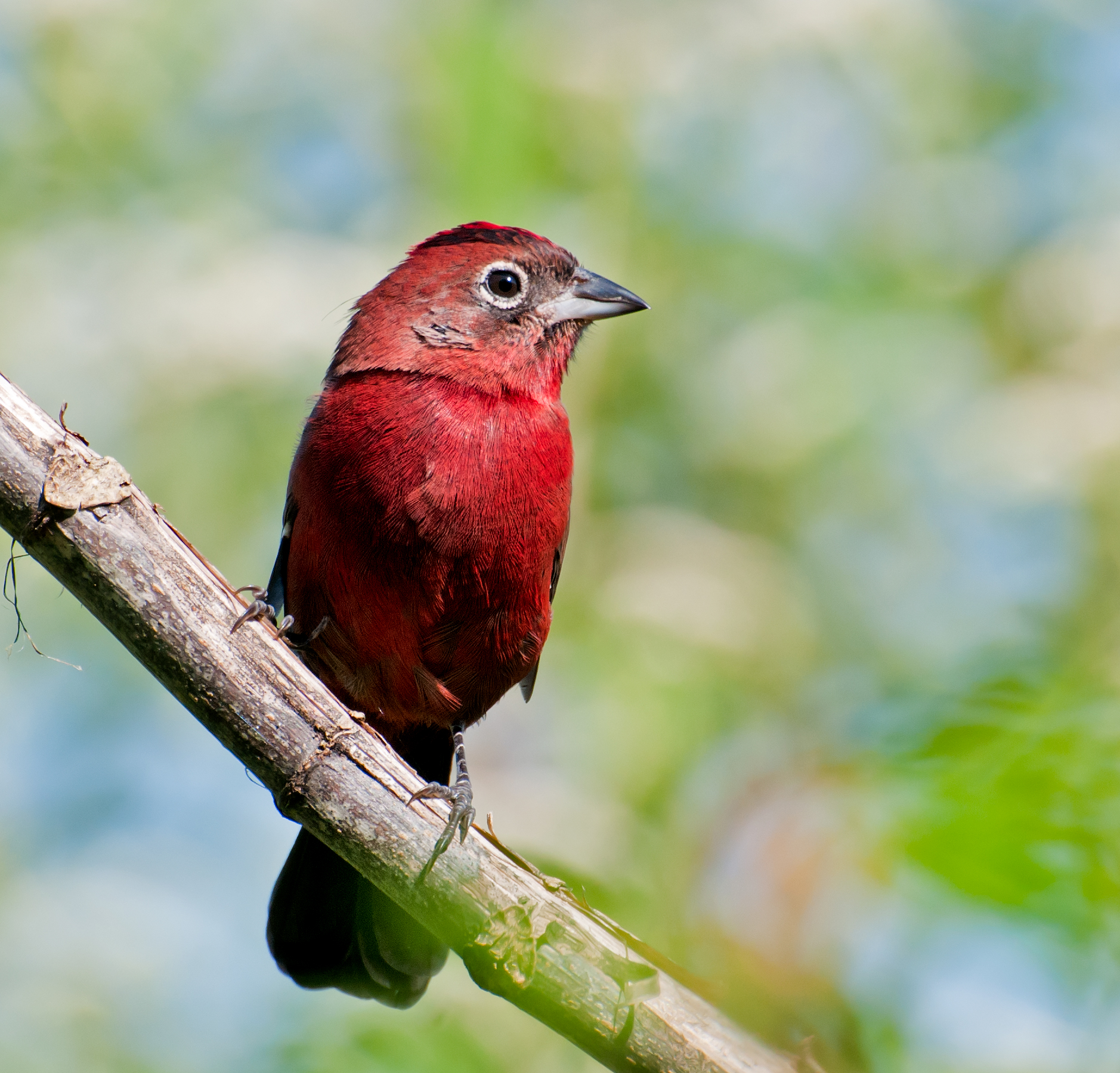